# Lobotes
Els lobòtids (Lobotidae) són una família de peixos marins l'únic inclòs del gènere Lobotes, de l'ordre dels perciformes.

## Taxonomia
- Lobotes pacificus Gilbert, 1898.
- Lobotes surinamensis (Bloch, 1790).